# ميغيل أفيلا
ميغيل أفيلا (بالإنجليزية: Miguel Avila)‏ هو حكم كرة قدم ولاعب كرة قدم أمريكي، ولد في 11 سبتمبر 1958 في كارتاهينا في فنزويلا. لعب مع أتلانتا تشيفز.